# Teilungslösung

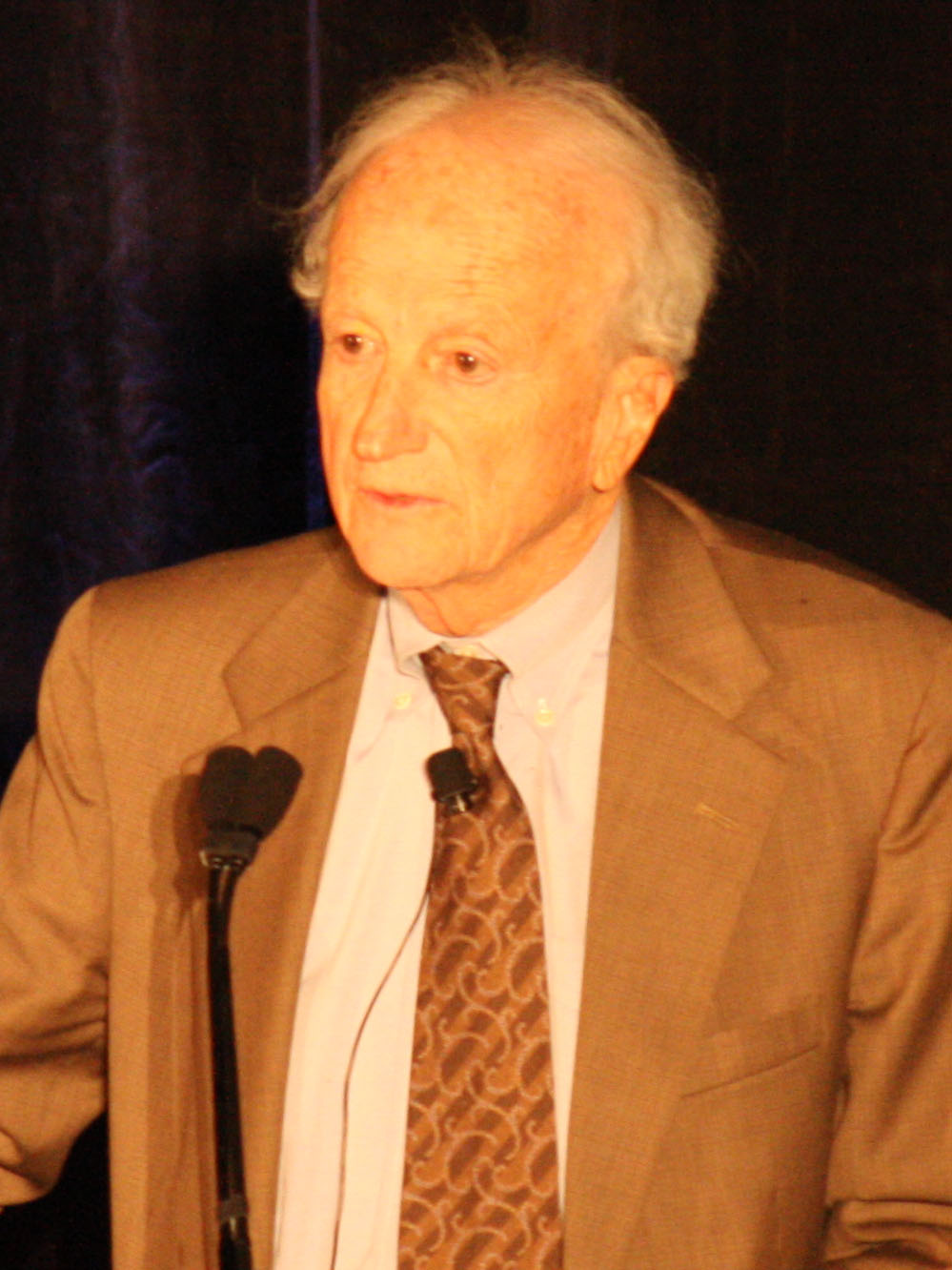
Gary Becker, 2008

Mit dem Ansatz der Teilungslösung aus seinem Werk „Investment in Human Capital: A Theoretical Analysis“ befasst sich Gary Becker mit den Implikationen von Humankapital-Investitionen von Arbeitnehmern. Er verwendet hierbei die Annahmen der Prinzipal-Agenten-Theorie. Gary Becker war ein amerikanischer Ökonom und erhielt 1992 den Nobelpreis für Wirtschaftswissenschaften „für seine Ausdehnung der mikroökonomischen Theorie auf einen weiten Bereich menschlichen Verhaltens und menschlicher Zusammenarbeit“ verliehen.

## Nicht-kontrahierbare Interaktionssituationen
Kontrahierbarkeit ist definiert, als die Nachprüfbarkeit z. B. einer Leistung des Agenten vor einer dritten Partei (z. B. Gerichte). Im Falle von nicht-kontrahierbaren Interaktionssituationen sind Anreizverträge, wie sonst üblich in der Prinzipal-Agenten-Theorie, nicht möglich. Es sind nur sehr wenige vertraglich geregelte Absprachen möglich, wenn Nicht-Kontrahierbarkeit vorliegt. Die Anreize müssen so gestaltet sein, dass weder der Prinzipal, noch der Agent einen Anreiz hat, vom Vertrag abzuweichen.
Es werden zwei Fälle unterschieden: zum einen nicht-kontrahierbare Arbeitsleistungen (umfasst sowohl Input als auch Output) und zum anderen die Aneignung von nicht-kontrahierbaren betriebsspezifischem Humankapital (dieses erhöht lediglich die Produktivität in der derzeitigen Unternehmung, nicht jedoch in einer Anderen).
Ein wichtiger Aspekt ist, dass diese Leistungen zwar nicht-kontrahierbar sind, aber beobachtbar. Durch die Problematik der nicht-Kontrahierbarkeit kommt es zu unvollständigen Arbeitsverträgen, da diese nicht Ergebnis-abhängig gestaltet werden können. Es besteht nur die Möglichkeit aus den Beobachtungen Konsequenzen für die nächste Periode zu ziehen.
„Bei nicht-kontrahierbaren Interaktionssituationen müssen stabile Vereinbarungen sich selbst durchsetzend (self-enforcing) sein, d. h. sie müssen Gleichgewichtseigenschaften im Sinne der nicht kooperativen Spieltheorie besitzen.“
Als Lösungsansätze dienen bei der Aneignung von betriebsspezifischem Humankapital die Teilungslösung nach Gary Becker und bei unvollständigen Arbeitsverträgen Effizienzlöhne sowie relative Leistungsturniere.

## Teilungslösung
Gary Becker war ein amerikanischer Ökonom; in seinem Werk „Investment in Human Capital: A Theoretical Analysis“ schreibt er über die Humankapitalinvestitionen von Arbeitnehmern und deren Auswirkungen.
Modellannahmen: Der Lohn {\displaystyle w_{}} ist kontrahierbar, die spezifische Humankapitalinvestition ist nicht-kontrahierbar. Der Arbeitnehmer / der Agent(wird synonym verwendet) ist in jeder Periode kündbar. Es handelt sich hierbei um ein zwei Perioden Modell, in Periode 1 kann der Agent in sein betriebsspezifisches Humankapital (im Folgenden: Humankapital) investieren. In Periode 2 ist das Wertgrenzprodukt der Arbeit (siehe auch: Grenzprodukt der Arbeit) des Agenten sofort gesteigert, sofern dieser in sein Humankapital investiert hat.
Der Agent möchte selbstverständlich für seinen Wissenserwerb und seine erhöhte Produktivität besser in Periode 2 entlohnt werden. Es besteht die Möglichkeit des doppelseitigen Opportunismus: leistet der Agent mit seinem Wissenserwerb in Periode 1 vor, so hat der Arbeitgeber / der Prinzipal keinen Anreiz mehr den Lohn des Agenten in Periode 2 zu erhöhen. Möglich ist dies aufgrund des nicht-Kontrahierbarkeitsproblems. Aus dieser Problematik heraus ergibt sich ein Hold-up-Problem zwischen dem Prinzipal und dem Agenten.
Sobald der Agent in sein Humankapital investiert hat, ist der Prinzipal in der Lage eine Quasi-Rente aus dieser Investition abzuschöpfen. Die Quasi-Rente entspricht der Differenz aus dem erhöhten Wertgrenzprodukt der Arbeit des Agenten und dem Alternativlohn (Lohn in einer anderen Unternehmung) des Agenten. Dies wird jedoch vom Agenten antizipiert und so würde der Agent erst gar nicht in sein Humankapital investieren.
Nach Beckers Teilungslösung fordert der Agent schon in Periode 1 einen höheren Lohn und eine weitere Lohnsteigerung in Periode 2, nachdem er sich weiteres Humankapital angeeignet hat. Auf diese Art und Weise werden die „Kosten und Erträge der spezifischen Humankapitalinvestition und damit auch die Quasi-Rente […]“ zwischen dem Prinzipal und dem Agenten geteilt.
Wenn beide Parteien vorleisten, beträgt der Lohn des Agenten in Periode 1 {\displaystyle w_{a}} – {\displaystyle w_{1}}. Wobei {\displaystyle w_{a}} dem Alternativlohn und {\displaystyle w_{1}} dem Lohn in Periode 1 des Agenten entspricht. Der Lohn des Prinzipal entspricht: {\displaystyle w_{}} – {\displaystyle WGP{}}, wobei {\displaystyle w_{}} dem zu zahlendem Lohn an den Agenten entspricht und {\displaystyle WGP_{}} das Wertgrenzprodukt der Arbeit des Agenten bezeichnet. In Periode 2 beträgt der Lohn für den Agenten dann {\displaystyle w_{2}} – {\displaystyle w_{a}}, wobei {\displaystyle w_{2}} dem Lohn in Periode 2 entspricht. Für den Prinzipal ist der Lohn in Periode 2 wie folgt definiert: {\displaystyle WGP_{}} – {\displaystyle w_{2}}.
Solange {\displaystyle w_{2}} vertraglich festgelegt ist und sowohl {\displaystyle WGP_{}} > {\displaystyle w_{1}}, {\displaystyle WGP_{}} > {\displaystyle w_{2}}, als auch {\displaystyle w_{2}} > {\displaystyle w_{a}} gilt, gibt es keinen Anreiz für den Agenten, noch den Prinzipal abzuweichen. Somit wird die Hold-up-Problematik umgangen.